# Olivier Echouafni

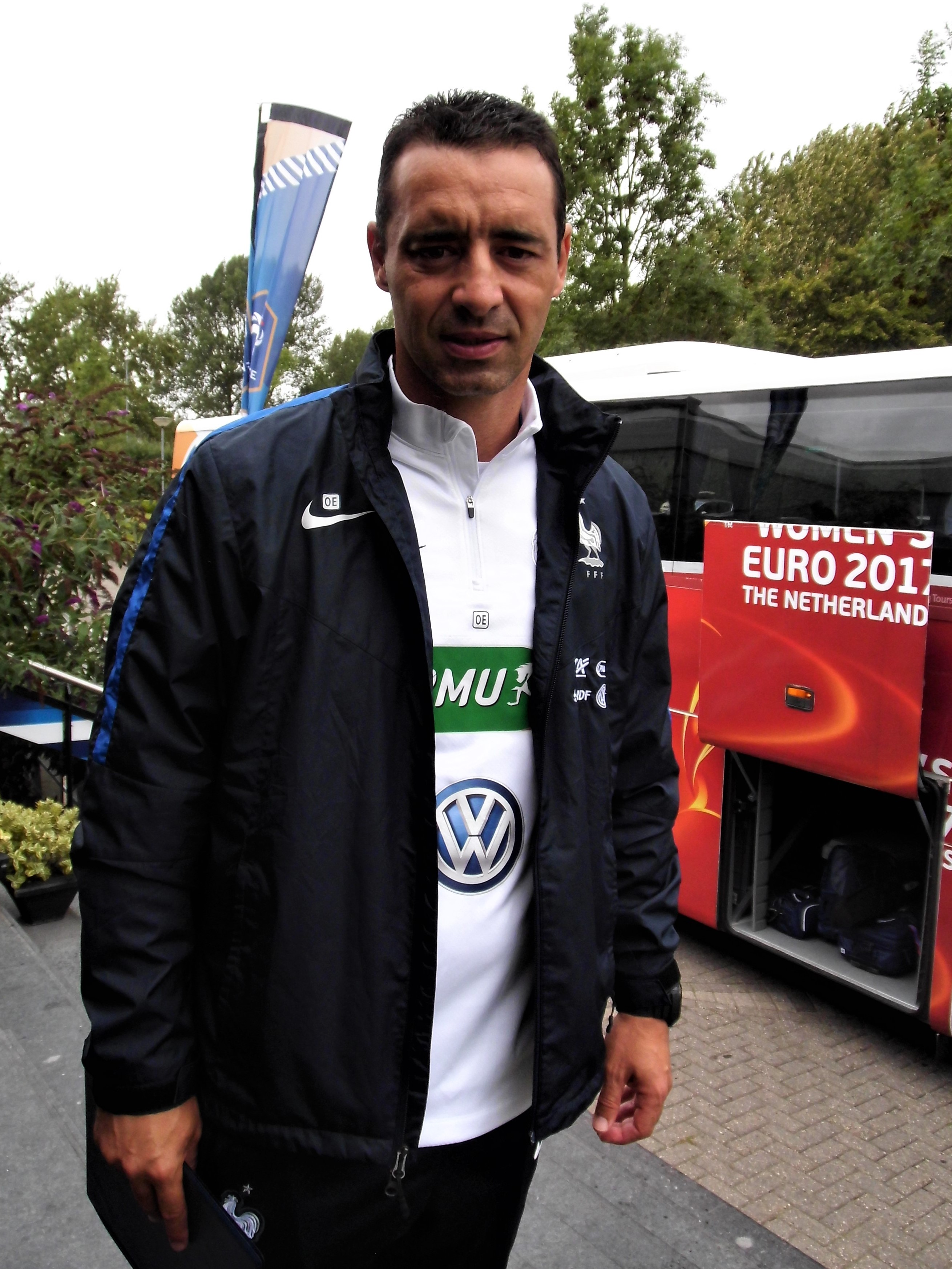
Olivier Echouafni während der Frauen-EM 2017

Olivier Echouafni (* 13. September 1972 in Menton) ist ein französischer ehemaliger Fußballspieler, der seit Beendigung seiner Spielerzeit als Trainer arbeitet. Von September 2016 bis August 2017 betreute er als Chefcoach Frankreichs Frauen-A-Nationalelf.

## Spielerkarriere
Der Sohn eines marokkanischen Vaters und einer französischen Mutter wurde nahe der Grenze zu Italien geboren. Als Sechsjährigen meldeten seine Eltern ihn bei der AS Monaco an; für diesen Verein spielte er während seiner gesamten Jugendzeit und anschließend bis 1993 in einem Amateurteam des Klubs. Dann wechselte er zu Olympique Marseille, wo er in seinem ersten Jahr bei der Reservemannschaft regelmäßig zum Einsatz kam. Nachdem Marseilles erste Elf zur Saison 1994/95 aufgrund ihrer Beteiligung an der „Affäre OM–VA“ in die zweite Division zwangsversetzt worden war und Olympique verstärkt auf Nachwuchsspieler setzen musste, bestritt Olivier Echouafni im Herbst 1994 seine erste Partie in dessen Ligateam. Darin wurde der Mittelfeldspieler bald zur Stammkraft. Bis 1998 brachte er es auf 86 Punktspiele mit acht eigenen Torerfolgen in der zweiten sowie – ab 1996 – der höchsten Liga.
1998 unterschrieb er einen Vertrag beim Ligakonkurrenten Racing Strasbourg, bei dem er in den folgenden beiden Spielzeiten ebenso zur Stammformation zählte wie ab 2000 in der Bretagne bei Stade Rennes. Bei diesen beiden Vereinen bestritt er insgesamt 129 Spiele in der ersten Division und schoss 17 Treffer. Bei Rennes hatte Echouafni Ende 2001 eine schwere Knieverletzung erlitten, die ihn für ein dreiviertel Jahr außer Gefecht setzte. 2003 kehrte Echouafni in seine Heimatregion an der Côte d’Azur zurück, wo er seinen Sport noch sieben weitere Erstligasaisons beim OGC Nizza ausübte. Dabei absolvierte er weitere 230 Punktspiele. Titel hat er mit seinen Vereinen in den 16 Karrierejahren allerdings nicht gewinnen können.

### Vereinsstationen
- AS Monaco (1978–1993, im Jugend- und Amateurbereich)
- Olympique Marseille (1993–1998, ab 1994 in der ersten Mannschaft)
- Racing Strasbourg (1998–2000)
- Stade Rennes (2000–2003)
- OGC Nizza (2003–2010)

### Erfolge
- Spieler des Monats der Ligue 1: November 2008

## Trainerlaufbahn
2012 schloss Olivier Echouafni seine gleich nach Beendigung der Spielerzeit begonnene Trainerausbildung mit dem Erwerb der Lizenz für den professionellen Bereich (Brevet d’Entraîneur Professionnel de Football, kurz BEPF) ab. In den folgenden knapp anderthalb Jahren war er aber nicht in diesem Metier, sondern als Konsultant und Co-Kommentator für den Fernsehsender BeIn Sports tätig. Erst im September 2013 erhielt er seine erste Cheftrainerstelle beim Drittligisten SC Amiens, dessen Übungsleiter nach einem katastrophalen Saisonstart frühzeitig entlassen worden war. Echouafni führte dessen Ligaelf 2013/14 noch auf den sechsten Tabellenrang im Abschlussklassement und machte so unter anderem den Zweitligisten FC Sochaux auf sich aufmerksam, der sich von Hervé Renard getrennt hatte und den Novizen zur Saison 2014/15 erfahreneren Trainern wie Jean Fernandez und Daniel Sanchez vorzog. Sein erstes Jahr bei den Lionceaux endete mit einem Mittelfeldrang, nachdem die Elf zeitweise sogar um den Aufstieg mitgespielt hatte. Als die Männer des FC in der folgenden Spielzeit nach sechs Spieltagen lediglich drei Punkte gewonnen hatten, entließen die neuen (chinesischen) Besitzer des Vereins den Trainer im September 2015.
Olivier Echouafni arbeitete daraufhin wieder als TV-Kommentator, diesmal für France 3. Zwölf Monate später, im September 2016, überraschte der französische Fußballverband FFF die Öffentlichkeit mit der Information, dass er den bisher im Zusammenhang mit dem Frauenfußball absolut unerfahrenen Trainer als Nachfolger des vorzeitig entlassenen Philippe Bergeroo zum neuen Chefcoach der Frauen-A-Nationalelf ernannt habe – Bergeroo war übrigens Anfang des 21. Jahrhunderts eine Zeitlang Echouafnis Vereinstrainer bei Stade Rennes gewesen. Der neue Cheftrainer der Bleues holte sich als Assistentin die ehemalige Nationalspielerin und Vereinstrainerin Peggy Provost an seine Seite. Ein erster Erfolg in der neuen Funktion gelang dem Trainer im Frühjahr 2017 mit dem Gewinn des SheBelieves Cups nach Siegen über die Gastgeberinnen und gegen England sowie einem Unentschieden gegen Deutschland. Doch als die Französinnen bei der Europameisterschaft bereits im Viertelfinale ausschieden – die einzige Niederlage in 15 Begegnungen unter Echouafni –, wurde der Trainer von FFF-Präsident Noël Le Graët trotz einer ersten „verbalen Arbeitsplatzgarantie“ aus dieser Funktion entlassen und ab September 2017 durch Corinne Diacre ersetzt.
Zur Saison 2018/19 verpflichtete ihn der Vizemeister und Champions-League-Teilnehmer Paris Saint-Germain FC als Chefcoach seiner Erstliga-Frauen, wo er Patrice Lair nachfolgte. Bernard Mendy blieb auch unter Echouafni Assistenztrainer. Nach drei Vizemeisterschaften führte er PSG 2020/21 zum ersten Frauen-Landesmeistertitel in der Vereinsgeschichte, erhielt aber dennoch keinen Anschlussvertrag.
Ab Ende 2021 arbeitet er – wie schon seit 2012 wiederholt für verschiedene Sender – als fachkundiger Berater für Eurosport.